# Tammy Baldwin

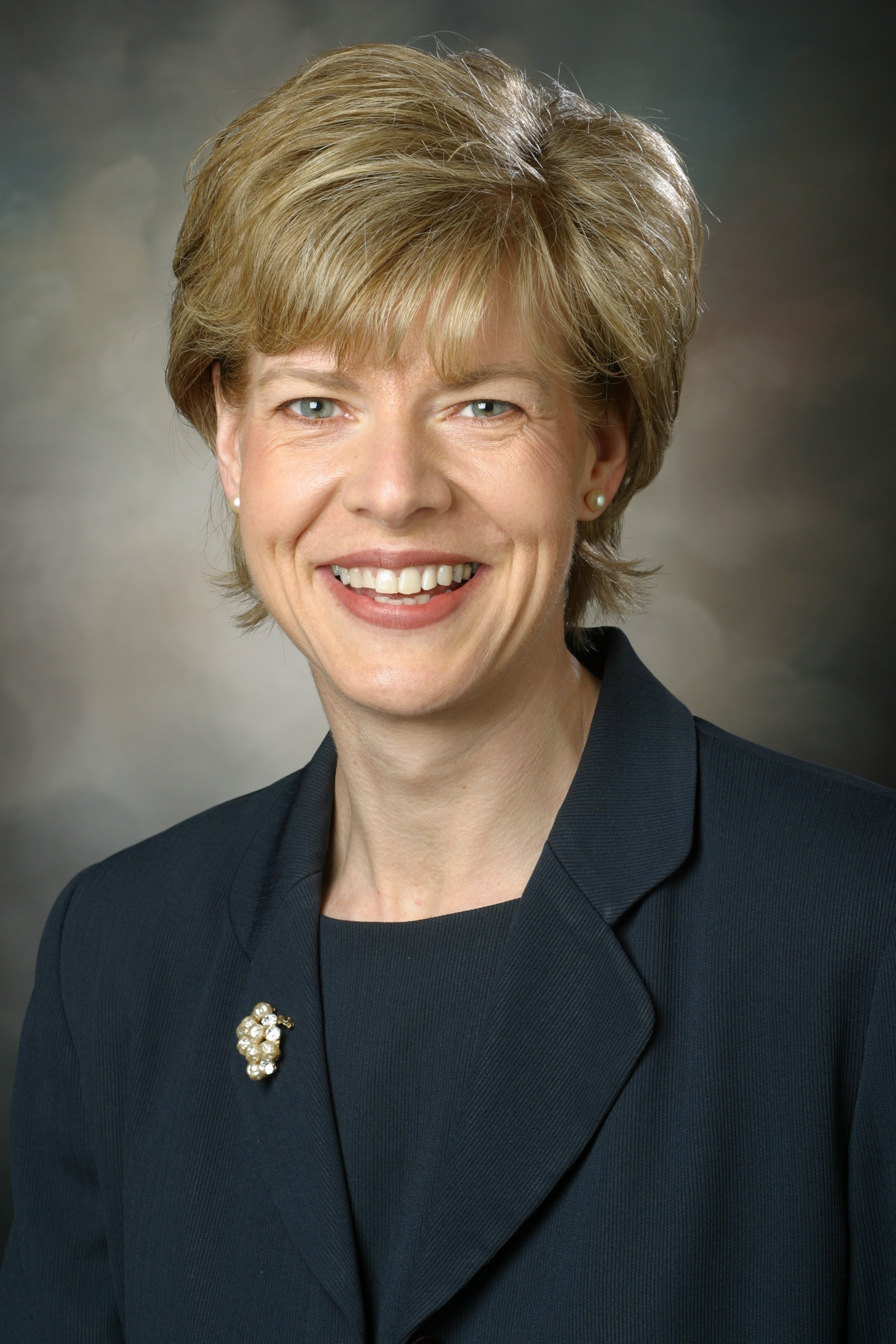
Tammy Baldwin (2006)

Tammy Suzanne Green Baldwin (* 11. Februar 1962 in Madison, Wisconsin) ist eine US-amerikanische Politikerin der Demokratischen Partei. Von 1999 bis 2013 war sie Abgeordnete im Repräsentantenhaus der Vereinigten Staaten und vertrat dort den zweiten Kongresswahlbezirk von Wisconsin. 2012 wurde sie zur US-Senatorin für ihren Bundesstaat gewählt und ist seit ihrem Amtsantritt am 3. Januar 2013 das erste offen homosexuelle Mitglied des Senats der Vereinigten Staaten.

## Leben
Baldwin wurde in Madison geboren und wuchs bei ihrer Mutter Pamela Green auf, Tochter des Biochemikers David E. Green. Sie graduierte 1980 an der Madison West High School, schloss 1984 mit einem Bachelorgrad das Smith College ab und erwarb 1989 den Juris Doctor an der University of Wisconsin Law School. Von 1989 bis 1992 war sie als Rechtsanwältin tätig.
Baldwin lebt mit ihrer Lebensgefährtin Lauren Azar zusammen. Als erstes und bisher einziges Mitglied des US-Senats lebt sie offen homosexuell; im US-Repräsentantenhaus war sie eine von dreien (neben Barney Frank aus Massachusetts und Jared Polis aus Colorado).
Der Schauspieler Andy Samberg ist ihr Cousin dritten Grades.

## Politische Laufbahn
Eine politische Wahl gewann Baldwin erstmals 1986, als sie in das Board of Supervisors des Dane County gewählt wurde. In der Wisconsin State Assembly war sie von 1993 bis 1999 Abgeordnete. 1998 wurde sie als erste Frau aus dem Bundesstaat Wisconsin in das Repräsentantenhaus der Vereinigten Staaten gewählt und alle zwei Jahre (zuletzt im November 2010 mit 61,7 Prozent der Stimmen) im Amt bestätigt. Sie war dort Mitglied des Ausschusses für Energie und Handel sowie des Justizausschusses. Innerhalb ihrer Fraktion gehörte sie dem Congressional Progressive Caucus an und stimmte 2002 als eines von 133 Mitgliedern des Hauses gegen den Irakkrieg.
2012 kandidierte sie für den US-Senat, setzte sich gegen ihren republikanischen Gegner Tommy Thompson durch und vertritt seit dem 3. Januar 2013 als erste Frau Wisconsin im Senat der Vereinigten Staaten.